# Ложь во спасение (фильм, 2011)
Ложь во спасение (ивр. אורחים לרגע‎) — дебютный полнометражный фильм-комедия израильского режиссёра Майи Кениг 2011 г. Премьера состоялась на 62-м Берлинском международном кинофестивале. Фильм был номинирован в 7 категориях на израильскую Премию Офир, включая такие, как «лучший фильм», «лучший режиссёр» и «лучший сценарий». Гур Бентвич, исполнявший в фильме главную роль, получил за это премию «лучший актёр» на Иерусалимском кинофестивале.

## Сюжет
Прожив несколько лет в США с матерью, 13-летняя Либби (Эля Инбар) отправляется в Израиль, чтобы проведать живущего от них отдельно Шауля, её отца (Гур Бентвич),, неудачливого изобретателя, не имеющего постоянного жилья (что оказывается для неё полной неожиданностью). Приезд Либби совпадает с началом ливанской войны 2006 г. Чтобы найти жильё, Шауль представляет их обоих властям как беженцев из северной части Израиля. Желая помочь несчастным соотечественникам, их принимает к себе на временное проживание состоятельная семья офицера из Иерусалима (Цахи Град). Оказавшись наконец в «нормальной» обстановке, Шауль и Либби начинают налаживать отношения отца и дочери, но их фальшивая легенда не может длиться вечно — отца возмущает её роман с подростком из принимающей семьи (Арад Йейни), а её раздражает необходимость постоянно лгать и жить чужой жизнью. По мере того, как легенда начинает терпеть крах, реакция окружающих оказывается далеко не такой, как они ожидали.

## В ролях
- Эля Инбар — Либби
- Гур Бентвич — Шауль, её отец
- Цахи Град — Гидеон, полковник
- Арад Йейни — Юваль, его сын
- Салит Ахи-Мириам — Хелит